# Ленгерих (Емсланд)
Ленгерих (њем. Lengerich) општина је у њемачкој савезној држави Доња Саксонија. Једно је од 60 општинских средишта округа Емсланд. Према процјени из 2010. у општини је живјело 2.629 становника. Посједује регионалну шифру (AGS) 3454031.

## Географски и демографски подаци
Ленгерих се налази у савезној држави Доња Саксонија у округу Емсланд. Општина се налази на надморској висини од 41 метра. Површина општине износи 31,7 km². У самом мјесту је, према процјени из 2010. године, живјело 2.629 становника. Просјечна густина становништва износи 83 становника/km².

## Међународна сарадња
| Мјесто | Држава    | Врста сарадње | Од    |
| ------ | --------- | ------------- | ----- |
|        | Француска | контакт       | 2000. |
|        | Француска | контакт       | 2000. |
| Извор  |           |               |       |